# 協同效應
協同效應又稱加乘性（英語：synergy）、協助作用（英語：synergism）、協助效應、協同作用或加成作用、加乘作用，指「一加一大於二」的效應。例如商業環境，市場或企業併購，有可能產生互補不足，雙劍合璧的協同效應。
協同效應在其他領域也可以發揮，例如醫藥、人事管理、電腦程式、傳媒等。例如在醫藥領域，是指兩種或兩種以上的物质經相互混合後，其效果大于每一种物质单独起到的作用效果的现象。如两种或两种以上的毒物经相互混合后，其毒性增加，死亡率高于预期的百分比，则此作用称为协助作用。

## 舉例
- 可待因止痛劑與安非他命可增強其止痛效果。
- 吸菸與飲酒、嚼食檳榔等加速癌症之生成。
- 吸菸可增加因石綿而造成的癌症機率。

## 文內注釋
1. ↑  .   [2014-07-12]. （原始内容存档于2014-07-14）.

## 外部連結
- definition and types of synergy
- Linden Dalecki on Media Synergy (2008)
- Synergism Hypothesis
- Buckminster Fuller's definition of Synergy （页面存档备份，存于）
- Synergy and Dysergy in Mereologic Geometries
- Synergy. A general discussions forum
- （页面存档备份，存于）
- SYNERGY-ON - Technology and Consulting Management Group